# Mohamed Demagh
Mohamed Demagh, né le 4 juillet 1930 à Batna et décédé le 16 août 2018 dans la même ville, est un sculpteur algérien.

## Biographie
Né le 4 juillet 1930 (ou selon certains articles qui lui sont consacrés le 30 juillet 1930), Mohamed Demagh, dont le père est instituteur, fréquente l'école technique d'ébénisterie d'Hussein Dey.
Durant la guerre de libération nationale, Mohamed Demagh survit le 24 juin 1956 à un bombardement de l'aviation français lorsqu’il est au maquis dans les Aurès sous le commandement d'Abdelhamid Boudiaf où 35 de ses compagnons périssent. Il avait refusé de participer à la guerre d'Indochine.
Mohamed Demagh débute dans la vie artistique dès 1966. Il a présenté plusieurs expositions personnelles (Alger, 1992; Maatkas, 2000) et participé à des manifestations collectives en Algérie (1969, 1974, 1983, 2006) et à l’étranger. Il a notamment réalisé deux sculptures (L'étonnement et La mère et l'enfant) pour le Festival panafricain d'Alger en 1969 où il obtient le premier prix.
Après les attentats du 11 septembre, Mohamed Demagh en hommage aux victimes, a créé une œuvre à partir de débris de bombes qui datent de la Guerre d'Algérie.
Une rétrospective de sa vie d'artiste a été faite par la télévision algérienne pendant les années 1980.
Mohamed Demagh fut un ami de Kateb Yacine. Il est décédé le 16 août 2018 à Batna.

## Jugement
« Dans son atelier de Batna, Mohammed Demagh maintient le bois en éveil. Il le moule pour libérer l’élan qui sommeille sous la gangue pesante de l’écorce. Bois abattu auquel le sculpteur infuse une nouvelle vie, communique une autre dynamique pour le lancer à la conquête de nouvelles formes et de nouvelles significations.
La sculpture de Mohammed Demagh est à la fois une sculpture charnière et une sculpture-témoin. De la gravure populaire sur bois, elle a gardé la spontanéité et l’état quelque peu brut; des conquêtes plastiques actuelles elle a adopté la liberté des formes et l’audace des expressions. Le corps de l’objet sculpté devient un champ de cris et de signes où chaque observateur peut loger ses propres visions et sa propre lecture. »

— Tahar Djaout (1980)